# 라테라노 조약

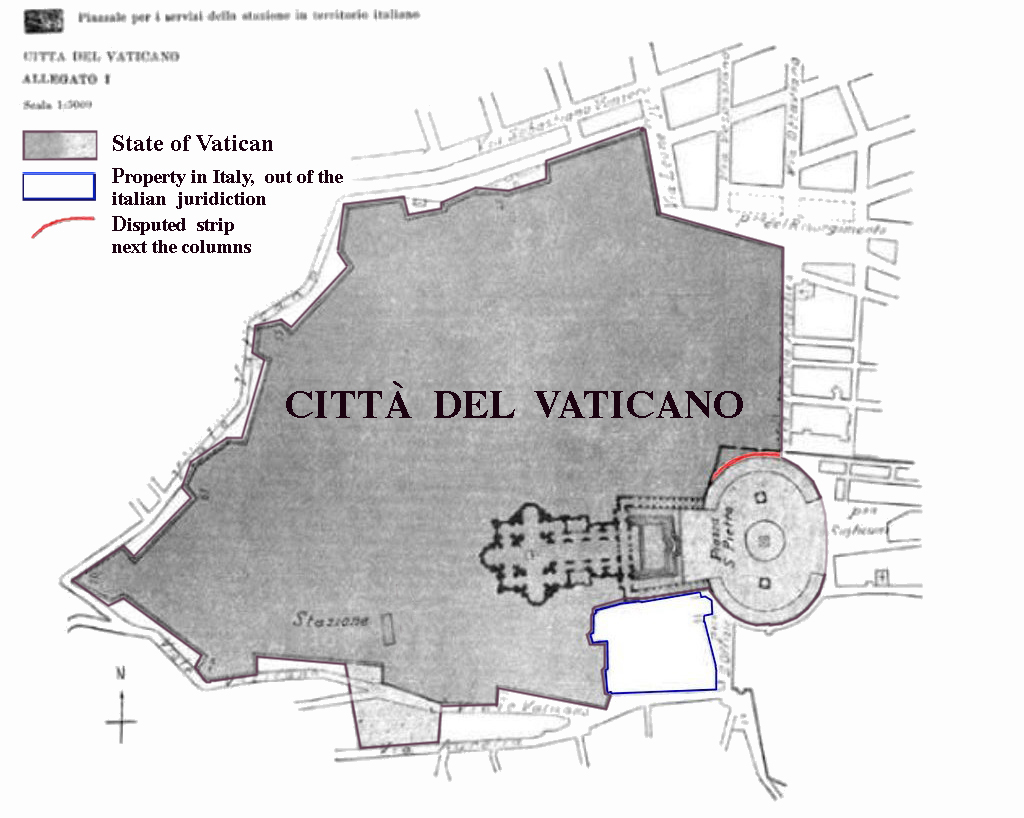
라테란 조약에 따라 결정된 바티칸 시국의 영토

라테라노 조약(이탈리아어: Patti lateranensi)은 1929년 2월 11일 이탈리아 왕국과 바티칸 시국 양국이 라테라노 궁전에서 체결한 조약으로, 교황 비오 11세가 파견한 로마 교황청 대표 피에트로 가스피리와 이탈리아 수상 베니토 무솔리니가 교섭에 나선 이후에 맺은 조약이다. 이 조약은 국제적 의의를 지닌 정치적 조약으로 2개의 의정서와 부속의 재무협정서로 구성되어 있다. 이 조약은 바티칸 시국을 독립시키는 내용의 조약이였다.

## 내용

### 제1의정서
제1의정서는 1870년 이래 과거 60년 동안 이탈리아의 로마 합병으로 인한 국가와 교회의 대립이 생긴 로마 문제의 해결을 도모한 것이다. 이 협정에 의해 로마 가톨릭교회의 이탈리아 국교화와 교황청의 절대적 주권을 인정한 바티칸 시의 완전한 독립이 확인되었다.
협정 조약에서는 이탈리아 정부가 가톨릭 교회를 국가의 유일한 종교로 인정했던 1848년의 알베르티노(Albertino) 헌법의 원칙을 재확인하고(1조), 그 종교적인 성격면에서 국제적 분야에 있어서의 교황청의 지상권을 인정한다(2조).
바티칸 시국의 합법화의 본질적인 중립성을 확인하는 동시에(3∼8조, 26조), 교황청에 예속된 기타 부동산에 대한 치외 법권과 특전을 부여한다(13∼16조).
또, 교황의 원수로서의 불가침성을 승인하고(9조), 교회의 최고 지휘권에 예속되어 있는 기구와 인물에 대한 법적 특권을 재가한다(9∼11조, 17조).
교황청의 외교 사절의 파견과 영입에 대한 자유로운 외교 활동을 보장하며(12조, 19조), 바티칸 시국의 자유로운 통행과 교황 선거 및 공의회 행사의 자유로운 보안을 보장한다(20∼21조). 그리고 교회 당국의 선교에 대한 민법상의 협조를 약속한다(23조).
끝으로, 가장 중요한 협정은 교황청과의 재정상의 약정으로서, 이탈리아 정부는 7억 5천만 리라를 교황청에 보상하는 동시에, 연간 5%의 이윤 비율인 이탈리아 정부 발행의 장기 공채 10억 리라를 지불한다는 조항이 포함되어 있다(24∼27조).

### 제2의정서
제 2 의정서는 로마 가톨릭교회가 교권을 자유롭게 행사할 수 있도록 규정, 교육·결혼·자산·과세·주교임명 등의 여러 가지 특권이 인정되었다.
이탈리아 정부는 교회 의식과 교회 재판권 및 영적 권한의 자유로운 행사를 보장하며(1조), 교황청과 주교들의 사적 또는 공적 활동을 통한 성직자와 신도 상호간의 자유로운 교류를 인정한다(2조).
성직자들의 시민적 의무(병역, 소득세, 형법, 불법 감금 등)의 면제(3∼8조)를 규정하는 동시에, 성소에 대한 징발, 점유, 파괴를 금한다(9∼10조).
교회법에 규정된 축일을 정부가 인준하며(11조), 군대 안에서의 종교 활동과 군목 제도를 승인한다(13∼15조).
교구 조직면에서 92개 도시 안에 교구 수와 교구 경계를 동등하게 정비한다(16∼17조, 실시되지 못함).
신임 교구장 임명은 교황청이 관장하지만, 교구장의 권한 행사 이전에 정부 부처 장관 앞에서 선서한다(19∼20조).
성직 서품은 교회 당국이 관장하지만, 주임 신부 임명에 앞서 정부 당국의 애로 사항을 참작해야 한다(21조).
국내에서는 성직 수여를 이탈리아 인에게만 국한시키고, 2개 국어 이상을 사용하는 지역의 주교와 주임 신부는 이탈리아 어를 구사할 줄 알아야 한다(22조). 국왕령 'Placet'와 정부의 성직 수여권 및 교역자의 임명권은 폐지한다(24∼25조).
로레토 경당, 아시시의 성 프란체스코 경당, 파도바의 성 안토니오 경당은 교황청에 양도한다(26조).
기타 정부가 관장했던 경당은 교회 당국의 자유로운 관리에 맡긴다(27조).
교황청은 국유화된 교회 재산의 소유권자에게 그 기득권을 인정한다(28조).
교회에 예속된 모든 형태의 법인체를 인정하며, 교회 재산에 대한 재정상의 과세를 폐지하고, 사제 복장의 남용을 금한다(29조).
교회 재산은 정부령에 구애받지 않고 자유로이 관리하여 새로운 재산을 구입할 수 있다(30조).
교회 당국이 설립한 새로운 법인체와 교회 조합은 민법상의 등록으로 족하다(31∼32조).
이탈리아 영토 안에 있는 지하 묘지(Catacomba)는 교황청이 관장한다(33조).
교회법에 의한 결혼은 민법상 인정되고 이혼 소송권은 교회 법정만이 가진다(34조).
교회가 건립한 중학교는 공립 중학교와 동등한 성격을 지니며(35조), 종교 교육은 초등 학교뿐만 아니라 중학교에까지 확대하고, 교육 과목 담당자는 교구청의 승인을 받아야 한다.
그리고 교과 내용은 정부와 교회가 공동으로 작성하고, 교과서는 교회 당국의 재가를 필요로 한다(36조).
파시스트 청년당과 공립 학교는 교회 축일의 준수에 지장을 초래하지 않는 범위 내에서 행사와 시위 운동의 시간표를 작성해야 한다(37조).
사크 쿠오레(Sacro Cuore) 가톨릭 대학교의 교수 임명에는 교황청의 이의(異義)가 개입되지 않는다(38조).
성직자 양성을 목적으로 하는 대학이나 신학교 및 교육 기관은 교회 당국이 관장한다(39조).
교황청에서 수여하는 자격증, 수료증, 칭호, 훈장은 이탈리아 정부 역시 이를 승인한다(40∼42조).

## 협정의 의의
무솔리니와 교황 비오 11세 간에 맺어진 정교협약은 로마 가톨릭교회에 이탈리아 내에서의 특권적 지위를 주었다. 성직자의 징병면제나 선서ㆍ증언 거부권, 교회법상의 처분을 받은 성직자의 공직취임금지, 주교구 등 종교기관의 법인격이나 전국적 신자조직 〈이탈리아 가톨릭 액션〉의 승인, 교회의 혼인통제, 초ㆍ중학교에서의 의무 종교교육 등이 정해졌다.
특히 이탈리아 정부가 로마 교황청에 지급한 현금 7억 5000천만 리라, 5%의 이자부 채권으로 10억 리라의 자금은 훗날 JP모건의 관리를 거쳐 세계 각국의 대형 은행과 다국적 기업들에 투자되었고 이렇게 모인 막대한 자금은 바티칸 은행의 종자돈이 되었다.
이탈리아 내 기독교 정당인 이탈리아 인민당의 도움으로 권력을 장악한 베니토 무솔리니는 이탈리아에서 가톨릭교회를 중심으로 한 대중적 지지 기반을 확보했다. 라테라노 조약은 제2차 세계 대전 이후 이탈리아 공화국 헌법에 계승되었다.

## 같이 보기
- 콩고르다툼
- 바티칸 시국의 소유지